# Napoléon Ier sur le trône impérial
Pour les articles homonymes, voir Trône (homonymie).
Napoléon Ier sur le trône impérial est un portrait de Napoléon Ier en costume de sacre peint par Jean-Auguste-Dominique Ingres en 1806, et conservé au  Musée de l'Armée
de Paris en France.

## Description
Le tableau représente l'empereur Napoléon Ier en costume de sacre, assis sur son trône dont on voit le haut du dossier de forme circulaire et les accoudoirs ornés de boules d'ivoire qui représentent le globe. De la main droite, il tient le sceptre de Charles V et de la gauche, la main de justice. Il est  coiffé d'une couronne de lauriers dorés. Par-dessus sa tunique de satin brodée d'or, son manteau de velours pourpre parsemé d'abeilles d'or est doublé d'hermine. Sur l'épitoge aussi en hermine, il porte le grand collier de la Légion d'honneur. À sa gauche, l'épée du sacre dans son fourreau est maintenue par une écharpe de soie. En bas à gauche, le tableau est signé INGRES P xit et à droite il est daté ANNO 1806. D'autres symboles témoignent de la volonté de Napoléon de rattacher son pouvoir à une légitimité antérieure des Bourbons : pourpres impériales, couvertes d'abeilles, tunique blanche, couronne de laurier et collier d'aigle rappelant l'Empire romain et le passé carolingien. Un aigle royal est sur le tapis du bas.

## Historique

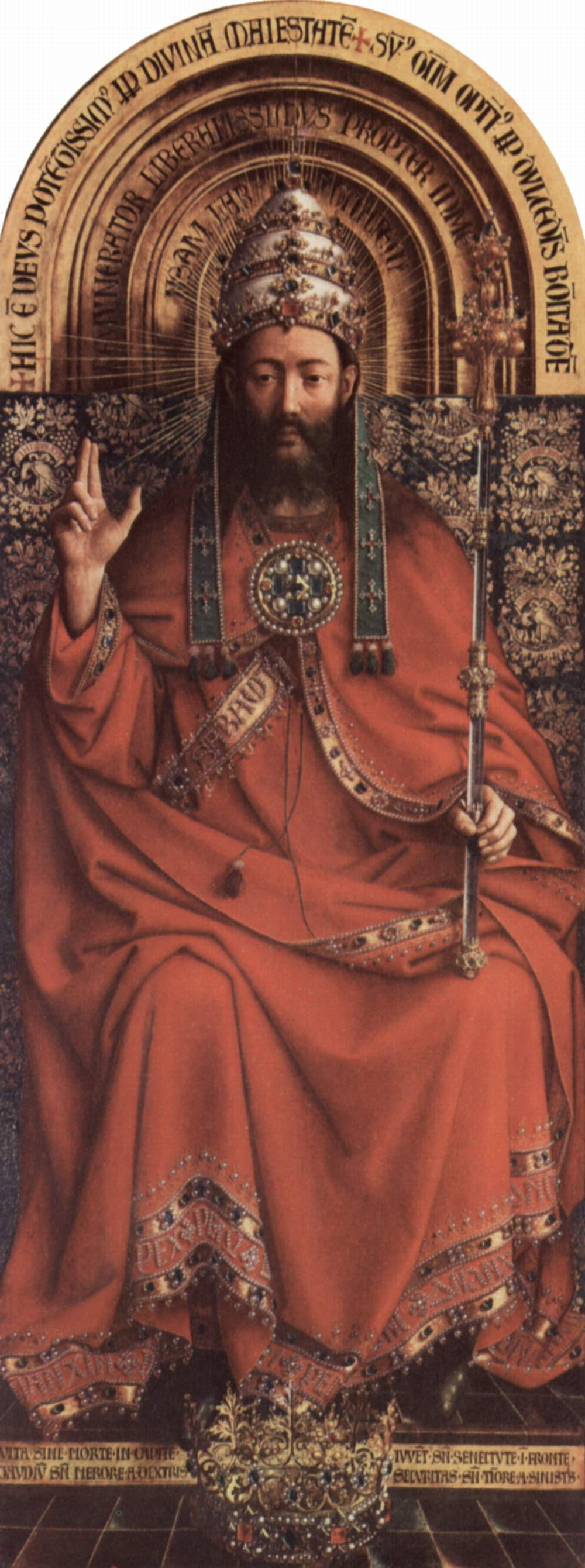
Hubert et Jan van Eyck, Dieu le père, polyptyque de L'Agneau mystique.

Salon de 1806, n° 272 : Sa Majesté l'Empereur sur son trône. Ce tableau appartient au Corps législatif. Le tableau fut en effet acheté par le corps législatif pour orner une salle du Palais Bourbon. En 1815 le tableau est transféré au musée du Louvre. L’œuvre a ensuite été déposée par l'intermédiaire du comte de Forbin à l'Hôtel des Invalides en 1832, en remplacement du tableau de Jacques-Louis David, Bonaparte franchissant le Mont Saint-Bernard, 20 mai 1800 qui avait été placé aux Invalides en 1802 avant d'être transféré au château de Saint-Cloud puis à Versailles. Initialement présentée dans la chapelle de l'hôtel des Invalides, l’œuvre gagne la bibliothèque (actuel Grand Salon) à partir de 1860. Depuis 1897, l'œuvre est gérée et conservée par le musée de l'Armée.
Hypothèse de l'historique de la commande : en haut à droite on remarque un écu peu lisible sur lequel on distingue  cependant les armes des États pontificaux. Sur un dessin préparatoire plus lisible, on reconnaît en effet les blasons d'Este, des États pontificaux, de Lombardie, de Venise, de la Savoie, le tout sommés de la couronne d'Italie. Sébastien Allard propose une hypothèse selon laquelle ce tableau aurait été commandé par une institution italienne et représenterait en fait Napoléon en Roi d'Italie. Refusé à cause de son iconographie novatrice, il aurait alors été acquis par le Corps législatif.

## Modèles et influence
Par sa frontalité, ce portrait fait référence au Zeus olympien, statue colossale du sculpteur Phidias dont la pose servira de modèle à un grand nombre de représentations de souverains, mais aussi à l'iconographie chrétienne. Ingres lui-même reprend cette attitude dans son Jupiter et Thétis. Le musée de Montauban possède un calque tiré d'une estampe d'après un panneau byzantin représentant un empereur assis, qui a pu être un modèle possible. Pour Robert Rosenblum, le modèle dont s'est inspiré Ingres fut la figure de Dieu du polyptyque de L'Agneau mystique de Jan Van Eyck qui était alors au Louvre quand Ingres faisait ce portrait. Les critiques de l'époque, dont Chaussard, comparèrent le style du peintre dans ce tableau à Van Eyck (nommé à l'époque Jean de Bruges). Cependant, Ingres lui-même affirmait : « J'estime beaucoup Jean de Bruges, je voudrais lui ressembler en beaucoup de choses ; mais encore, ce n'est pas là mon peintre et je crois qu'ils (les critiques) ont cité au hasard »
Sur le tapis, parmi les signes du zodiaque qui figurent en médaillon sur chaque bord, on remarque en bas à gauche le dessin de la Vierge à la chaise d'après Raphaël. Ingres reprend ce motif comme un hommage à l'artiste qu'il admirait le plus dans plusieurs de ses œuvres : le Portrait de monsieur Rivière, Henri IV jouant avec ses enfants, et Raphaël et la Fornarina.

## Commentaire contemporain de Pierre-Jean-Baptiste Chaussard
« Sa Majesté l'Empereur sur son Trône. 

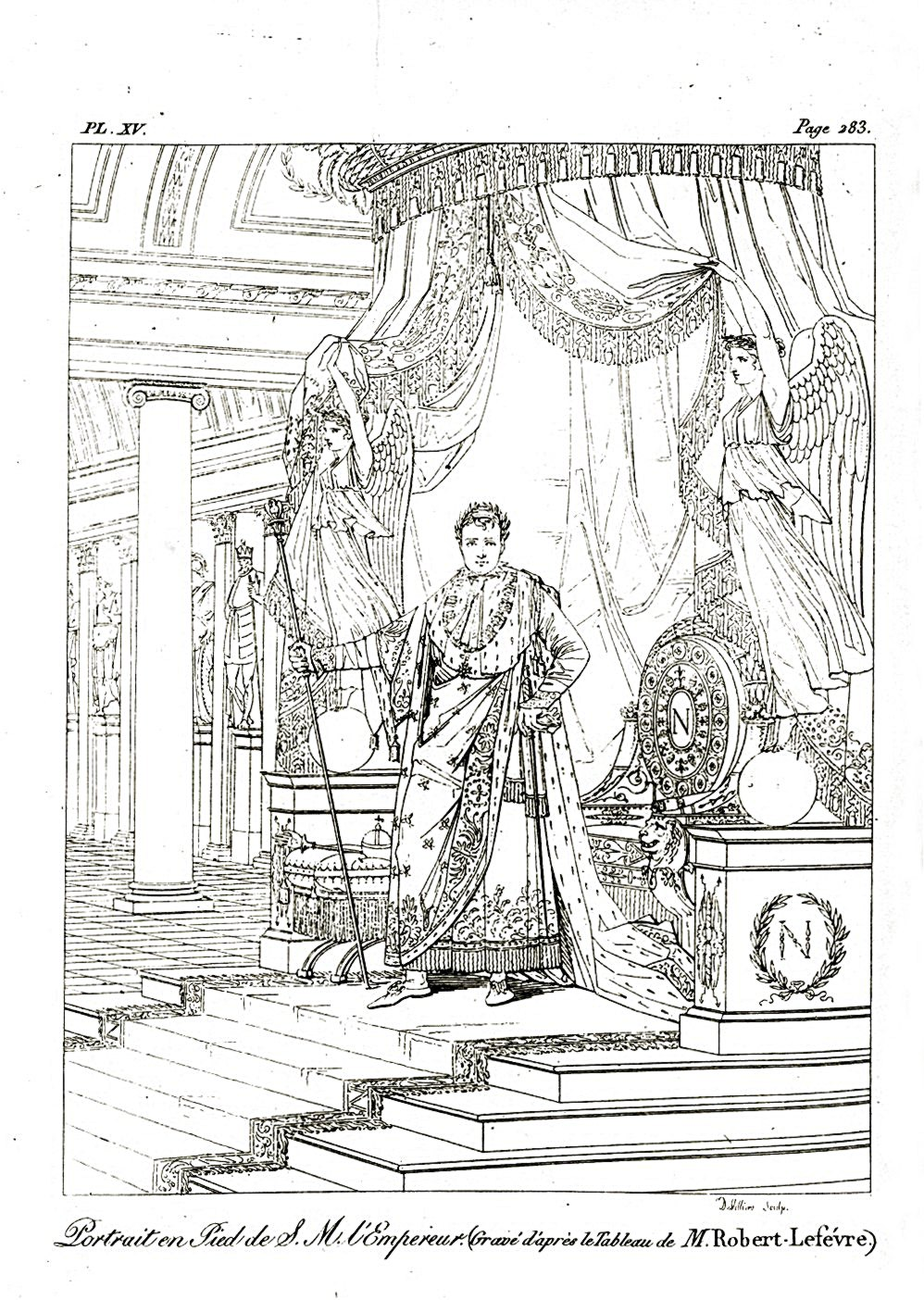
Portrait de Napoléon en costume du sacre, gravure au trait tirée du Pausanias français d'après le tableau de Robert Lefèvre exposé au Salon de 1806 en même temps que celui d'Ingres.

Tableau de 9 pieds 3 p. sur 13 pieds 2 p ... 
L'Auteur n'a point donné l'explication de ces tableaux.
Considérons d'abord le portrait de l'Empereur. Comment, avec autant de talent, avec un dessin aussi correct, une exactitude aussi parfaite, M. Ingres est-il parvenu à faire un mauvais Tableau ?
C'est qu'il a voulu faire du singulier de l'extraordinaire. Sans doute, il ne faut pas toujours suivre pied à pied les sentiers battus, mais il ne faut pas affecter les hauteurs escarpées. Il y a des esprits aigus, qui, semblables à des chèvres, ne se plaisent que sur des rochers à pic. Le bon esprit consiste à choisir pour arriver sur un chemin sûr et facile, et c’est celui que les grands maîtres, aidés de l’expérience, ont tracé. En le quittant, on risque de s’égarer. C’est ainsi que par une belle passion pour l’extraordinaire en architecture, Boromini et Openor pervertirent entièrement tous les arts du dessin. Cependant, les inventeurs de ce goût dépravé avaient les chefs-d’œuvre de l’antiquité et de l’Italie sous les yeux. 
Voici que dans un autre genre non moins détestable puisqu’il est gothique, M. Ingres ne tend à rien de moins qu’à faire rétrograder l’art de quatre siècles et à nous reporter à son enfance, à ressusciter la manière de Jean de Bruges. Mais dans cette enfance de l'art, il y avait au moins de la naïveté et de la vérité. Ce n'était pas par système que ces Artistes peignaient ainsi. Ils ne pouvaient faire mieux, etc. 
Nous avons entendu ce qui se disait autour de nous au salon, et nous avons observé que les sentiments étaient unanimes parmi ceux qui s'y connaissaient dans les arts, comme parmi le vulgaire. D'abord, le premier aspect prévenait contre le tableau ; on se récriait, on se moquait de la composition et de l'agencement. Mais ensuite on se rapprochait, on admirait le fini précieux, et l'exacte vérité des étoffes ainsi que la correction du dessin. Mais on s'en retournait mécontent, car l'on regrettait que l'artiste eût recherché les effets les plus bizarres. Pourquoi d'abord avoir fait de face le portrait de l'Empereur ? C'est la chose la plus difficile à bien rendre... Ce trône est lourd et massif, la main qui tient le sceptre n'est pas d'une heureuse exécution. On dirait que l'artiste a été prendre cette attitude, ainsi que le reste, dans quelque médaille gothique. Quant à la tête de l'Empereur, elle est trop grosse, point ressemblante, d'un coloris faux et trop blême. Malgré la finesse du pinceau, le précieux du fini, la fonte des teintes, elle est sèche de manière, ne fait aucun effet, et ne sort pas de la toile. »

— Pierre-Jean-Baptiste Chaussard, Le Pausanias Français, État des arts du dessin en France à l'ouverture du XIXe siècle, Salon de 1806, p. 177-180.